# Cologne Athletics
Cologne Athletics ist ein deutscher Leichtathletikverein aus Köln, der am 22. Juli 2021 gegründet wurde. Er kooperiert als eigenständiger Verein, ähnlich einer Leichtathletikgemeinschaft, mit Sportvereinen bzw. deren Leichtathletikabteilungen und Schulen in Köln und im Rhein-Erft-Kreis.
Derzeit bestehen Vereinskooperationen mit dem TuS Wesseling, TV Bedburg, TFG Köln-Nippes, GSV Porz, TS Frechen, THC Brühl, PSV Köln und LC Jugend 07 Bergheim.
Der Verein ist Teil des Franchisesystems Germany Athletics (GA) mit Ablegern in weiteren Metropolregionen Deutschlands. Unter anderem in Düsseldorf (Düsseldorf Athletics), Frankfurt am Main (Frankfurt Athletics), Ostwestfalen-Lippe (OWL Athletics) und München (Munich Athletics).

## Geschichte
Der Verein wurde 2021 auf Initiative des ehemaligen Hammerwerfers und Olympiateilnehmers Claus Dethloff gegründet.
Erste größere Erfolge feierte der Verein bei den Deutschen Hallenmeisterschaften 2024. Hier wurde Jessie Maduka deutsche Meisterin im Dreisprung und Tiffany Eidner gewann die Bronzemedaille über 60 m.
Zur Saison 2025 wechselten weitere Athleten mit nationalen und internationalen Erfolgen zu Cologne Athletics, u. a. den Silbermedaillengewinner im Hochsprung der Europameisterschaften 2022 Tobias Potye sowie die Bronzemedaillengewinnerin der Olympischen Spiele 2024 und Weltmeisterschaften 2022 und Europameisterin 2022 mit der Staffel Alexandra Burghardt.

## Bekannte Leichtathleten
- Mohamed Abdilaahi, Deutscher Rekordhalter und Deutscher Meister 2025 über 5000 m
- Alexandra Burghardt
- Vera Coutellier, Deutsche Hallenmeisterin 2025 in der 3-mal-800-Meter-Staffel
- Natalie Füllgraf, Deutsche Hallenmeisterin 2025 in der 3-mal-800-Meter-Staffel
- Berit Janowitz, Deutsche Hallenmeisterin 2025 in der 3-mal-800-Meter-Staffel
- Jessie Maduka, Deutsche Hallenmeisterin 2024 und 2025 im Dreisprung
- Yipsi Moreno, u. a. Olympiasiegerin 2008 im Hammerwurf
- Imke Onnen
- Tobias Potye, Deutscher Hallenmeister 2025 und Deutscher Meister 2025 im Hochsprung
- Sarah Schmitz
- Inken Terjung
- Kim Uhlendorf
- Yannick Wolf